# Lova Meister
Lova Meister, född 1974, är en svensk slavist och översättare från tjeckiska
Tillsammans med översättarna Mats Larsson och Tora Hedin driver hon också Aspekt förlag som sedan 2010 ger ut samtida tjeckisk litteratur.

## Översättningar
- 2009 – Tjeckien berättar: i sammetens spår (femton noveller), Bokförlaget Tranan, ISBN 978-91-86307-04-2
- 2010 – Jaroslav Rudiš, Himmel under Berlin (Nebe pod Berlínem), Aspekt förlag, ISBN 978-91-979100-2-6
- 2012 – Mardoša, Nanobook (Nanobook), Aspekt förlag, ISBN 978-91-979100-3-3